# Arracacia equatorialis
Arracacia equatorialis là một loài thực vật có hoa trong họ Hoa tán. Loài này được Constance mô tả khoa học đầu tiên năm 1949.